# Жан де Ла Тай
Жан де Ла Тай (нар. близько 1535 року в замку Бондаруа – пом. 1608 року в Парижі) — французький поет і драматург епохи Відродження.

## З біографії
Ла Тай виріс у Парижі, вивчав право в Орлеані, а потім служив у королівськом війську, можливо, також з гугенотами. Однак його природним покликанням була література. У 1572 та 1573 роках були опубліковані «Саул» та «Голод», обидві вважаються одними з найкращих французьких трагедій.
Ла Тай також опублікував дві трагедії свого брата Жака де Ла Тая (1542—1562) і трактат «Мистецтво трагедії», в якому узагальнив тогочасні погляди на цю тему. Він сам вимагав дотримання певних правил, але також відстоював необхідність викликати емоції у слухачів. Ла Тай також писав політичні есе.

## Твори
- (разом з Жаком де ла Таєм) Théâtre complet. Під редакцією Франсуа Лесеркла та інших. Classiques Garnier, Париж 2024.